# Ballersdorf
Ballersdorf is een gemeente in het Franse departement Haut-Rhin in de regio Grand Est. De gemeente telde op 1 januari 2022 815 inwoners en maakt deel uit van het arrondissement Altkirch.

## Geschiedenis
De plaats maakte deel uit van het kanton Altkirch] tot het op 1 januari 2015 overgegaan is naar het kanton Masevaux, dat op 24 februari 2021 werd hernoemd naar kanton Masevaux-Niederbruck.

## Geografie
De oppervlakte van Ballersdorf bedroeg op 1 januari 2022 10,72 vierkante kilometer; de bevolkingsdichtheid was toen 76 inwoners per km².

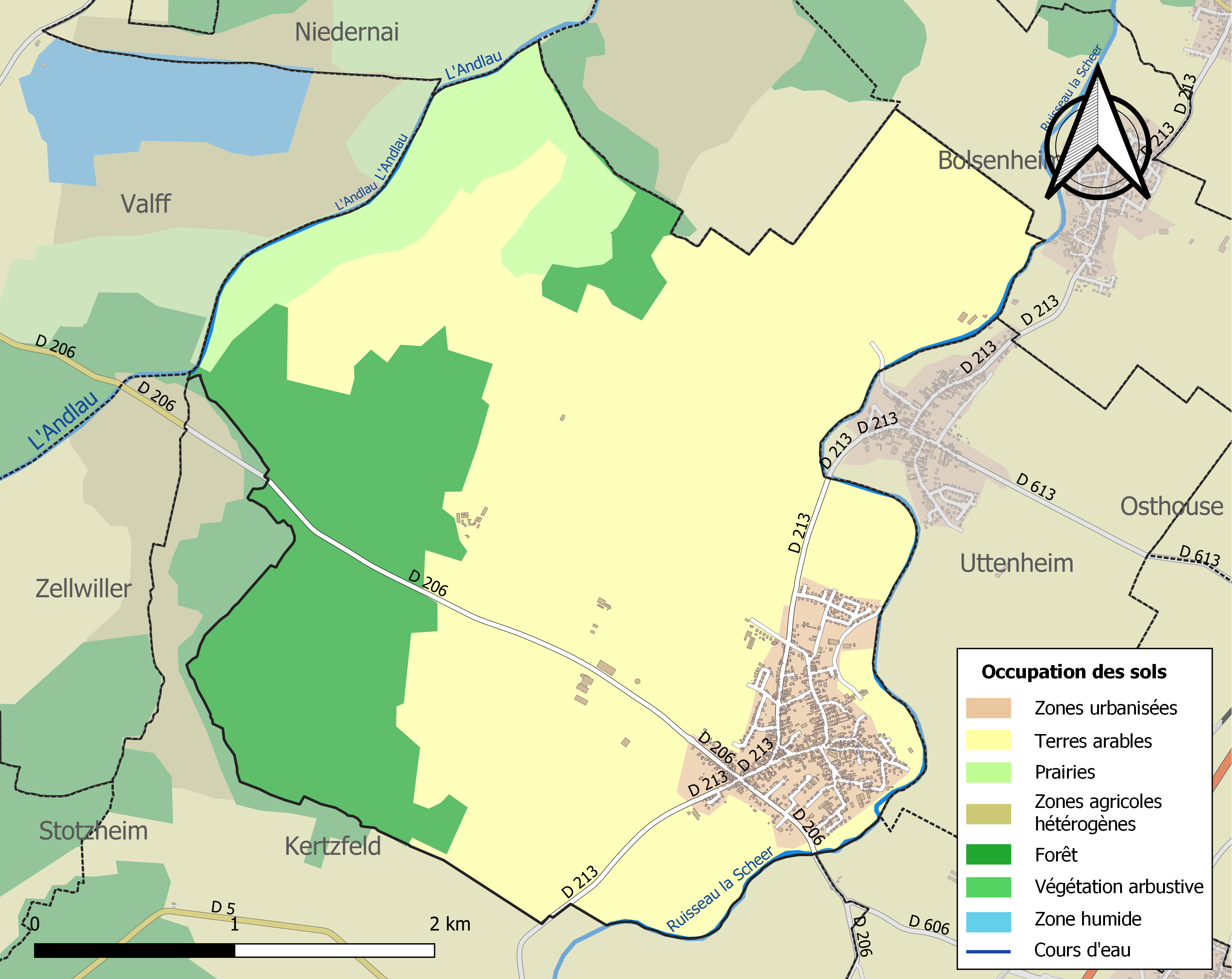
Kaart van de gemeente met de belangrijkste infrastructuur, bodemgebruik en omliggende gemeenten

## Demografie
Onderstaande figuur toont het verloop van het inwonertal (bron: INSEE-tellingen).

## Verkeer en vervoer
In de gemeente stond het spoorwegstation Ballersdorf, dat in 2011 sloot.